# Непуїт
Непуїт (англ. Népouite) — мінерал класу силікатів.

## Загальний опис
Хімічна формула: Ni6(OH)8[Si4O10].
Непуїт — рідкісний нікелевий силікатний мінерал, який має яблуко-зелений колір, характерний для таких сполук. Він був названий E Glasser в 1907 році за місцем знахідки — шахта Непуї, Комуна Нумеа, Північна провінція, Нова Каледонія. Ідеальною формулою є Ni3 (Si2O5) (OH) 4, але більшість зразків містять магній. Існує аналогічний мінерал, званий лізардитом, в якому весь нікель замінений на магній, формула Mg3 (Si2O5) (OH) 4. Ці два мінерали утворюють серію, тобто можливі проміжні композиції з різними пропорціями нікелю до магнію. These two minerals form a series, that is to say intermediate compositions are possible, with varying proportions of nickel to magnesium.
Пекораїт (англ. Pecoraite) — інший рідкісний мінерал з тією ж хімічною формулою, що і непуїт, але іншої структури; називають такі мінерали диморфами один одного, так само, як графіт є диморфом алмазу. Непуїт, лізардит і пекораїт — всі члени каолініт-серпентинової групи.
Гарнієрит — це зелена нікелева руда, що утворилася в результаті вивітрювання ультрамафічних порід, що відбувається у багатьох нікелевих родовищах у всьому світі. Це суміш різних нікелевих і магнієвих філосилікатів (листових силікатів), включаючи непуїт. Пов'язані мінерали включають кальцит, хлорит, гетит, галуазит, нонтроніт, пімеліт, кварц, сепіоліт, серпентин, тальк і вілемзеїт.
Непуїт знайдено також в Австралії, Австрії, Чехії, Демократичній Республіці Конго, Німеччині, Греції, Італії, Японії, Марокко, Польщі, Росії, Південній Африці та США.